# 貝氏隱鰭鯰
貝氏隱鰭鯰，為輻鰭魚綱鯰形目鯰科的其中一種，為熱帶淡水魚，分布於亞洲印度及緬甸淡水流域，體長可達21.4公分，棲息在底層水域，生活習性不明。